# Baugedächtnis Schweiz Online
Das Baugedächtnis Schweiz Online bietet digitalisierte schweizerische Zeitschriften aus Architektur und Ingenieurwissenschaften in Faksimilequalität, mit Volltextzugriff und in Open Access an und ist Teil der Internet-Plattform E-Periodica (früher SEALS, Swiss Electronic Academic Library Service). Das Baugedächtnis Schweiz Online ist für interessierte Laien wie Fachleute eine wesentliche Quelle zur Baugeschichte der Schweiz. Es ist seit Januar 2007 online geschaltet.

## Zeitschriften
Das Baugedächtnis Schweiz Online umfasst die Zeitschriften TEC21 und Tracés sowie deren Vorgängertitel. Die Eisenbahn, Schweizerische Bauzeitung, Schweizer Ingenieur und Architekt sowie Bulletin de la Société vaudoise des ingénieurs et des architectes, Bulletin technique de la Suisse romande, Ingénieurs et architectes suisses zurück bis 1874. Die neuen Hefte von Tec21 und Tracés werden sechs Monate nach Erscheinen des gedruckten Heftes online geschaltet.
Rund 345'000 Seiten Redaktions- und Werbeteil wurden retrodigitalisiert. Das Baugedächtnis Schweiz Online wurde durch die Zusammenarbeit von ETH-Bibliothek Zürich, Verlags-AG der akademischen technischen Vereine, Schweizerischem Ingenieur- und Architektenverein und Konsortium der Schweizer Hochschulbibliotheken ermöglicht.
Das Baugedächtnis Schweiz Online steht weiteren baugeschichtlich relevanten schweizerischen Zeitschriften als Archiv- und Publikationsplattform offen. Weiter wurden die Publikationen der International Association for Bridge and Structural Engineering (IABSE) digitalisiert, die 1929 in der Schweiz gegründet wurde und ihren Sitz an der ETH Zürich hat.